# Plainfaing
Plainfaing ([plɛ̃fɛ̃], en vosgien de la montagne [pjɛfɛ̃]) est une commune française située dans le département des Vosges, en région Grand Est.
Elle fait partie de l'unité urbaine de Saint-Dié-des-Vosges et des 201 communes du parc naturel régional des Ballons des Vosges.
Ses habitants sont appelés les Plainfinois.

## Géographie

### Situation

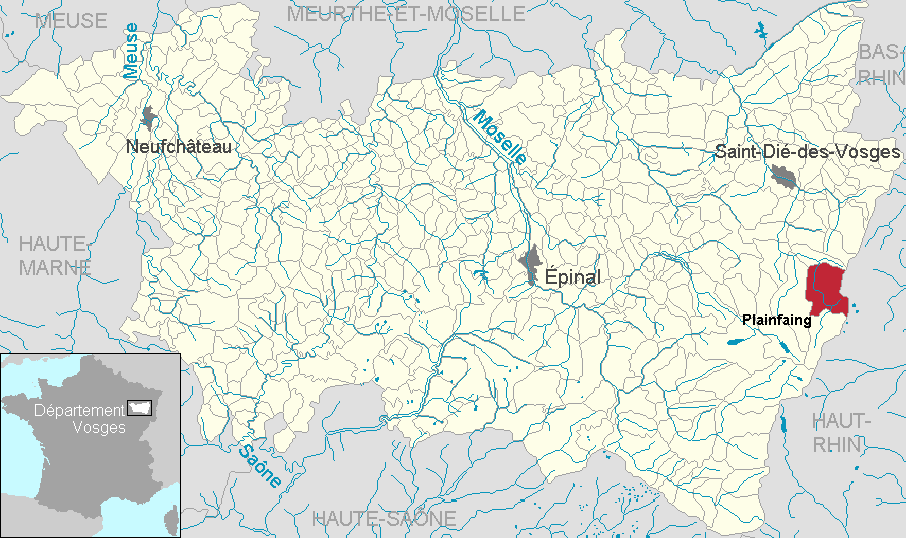
Localisation départementale.

Plainfaing est une ville du massif vosgien située à l'est du département, au pied du col du Bonhomme, entre Saint-Dié-des-Vosges (13,6 km), Gérardmer (14,9 km) et Colmar (27,2 km).
Les communes limitrophes sont Fraize, Ban-sur-Meurthe-Clefcy et Le Valtin dans les Vosges, Le Bonhomme, Orbey et Soultzeren dans le Haut-Rhin.
| Fraize - Ban-sur-Meurthe-Clefcy | Fraize     | Le Bonhomme Haut-Rhin                 |
| Ban-sur-Meurthe-Clefcy          | Plainfaing | Le Bonhomme Haut-Rhin Orbey Haut-Rhin |
| Ban-sur-Meurthe-Clefcy          | Le Valtin  | Soultzeren Haut-Rhin                  |

Les grandes villes les plus proches à vol d'oiseau de Plainfaing sont Mulhouse (52,6 km), Strasbourg (71,4 km) et Nancy (84,7 km).

### Géologie et relief
Le village est bâti en fond de vallée, à l'affluence de la Meurthe et d'un ruisseau issu d'un vallon adjacent. Selon les géologues des années soixante, qui décrivaient le territoire communal, les parties du village situées sur les bords des cours d'eau sont situées sur des formations glaciaires de type glacio-lacustre, morainique, fluvio-glaciaire et des alluvions à blocs datant de la glaciation de Würm et le fond des parties amont des vallées à l'est et au sud sont composées de sédiments glaciaires formés de blocs, de galets et de sables plus ou moins altérés datant de la glaciation de Riss,.
La moraine terminale du glacier de calotte sommital s'écoulant dans la vallée que les géologues belges et allemands datent récemment d'il y a dix ou douze mille ans se situe en aval d'Habeaurupt. Les matériaux des glaciations anciennes qui ont pu déborder vers la basse vallée ont été déblayés en grande partie. Ils sont observables dans la gigantesque zone d'accumulation de la vallée de la Meurthe, entre Anould et Saulcy.
Les montagnes environnant le village sont composées de d'une roche nommé le granitogneiss, intermédiaire selon le géologue nancéïen Jean Hameurt entre le granite et le gneiss, il se caractérise par une double faciès selon les minéraux prépondérants, soit à andalousite soit à amphibole. On y trouve par endroits des remontées rapides de magmas qui ont laissé des filons de micro-granites à biotite et à muscovite ou à pyroxène et à amphibole. Les montagnes situées à l'est de la commune sont composées de granite à grains grossiers à deux micas et de gneiss perlé à cordiérite.
La forêt couvre 828 ha. Une réserve naturelle de flore dite du Tanet et du gazon du Faing couvre 505 ha, elle comprend les anciennes chaumes sur la grande crête vosgienne de la commune, mises en commun avec celles du Valtin.
L'altitude maximale de la commune est à 1 306 m au sommet du gazon du Faing et l'altitude minimale est sur les anciennes prairies de fauche en aval de la Poutro (ancienne usine) à 516 m lorsque la Meurthe pénètre à Fraize. Le Hangochet atteint 987 m d'altitude.

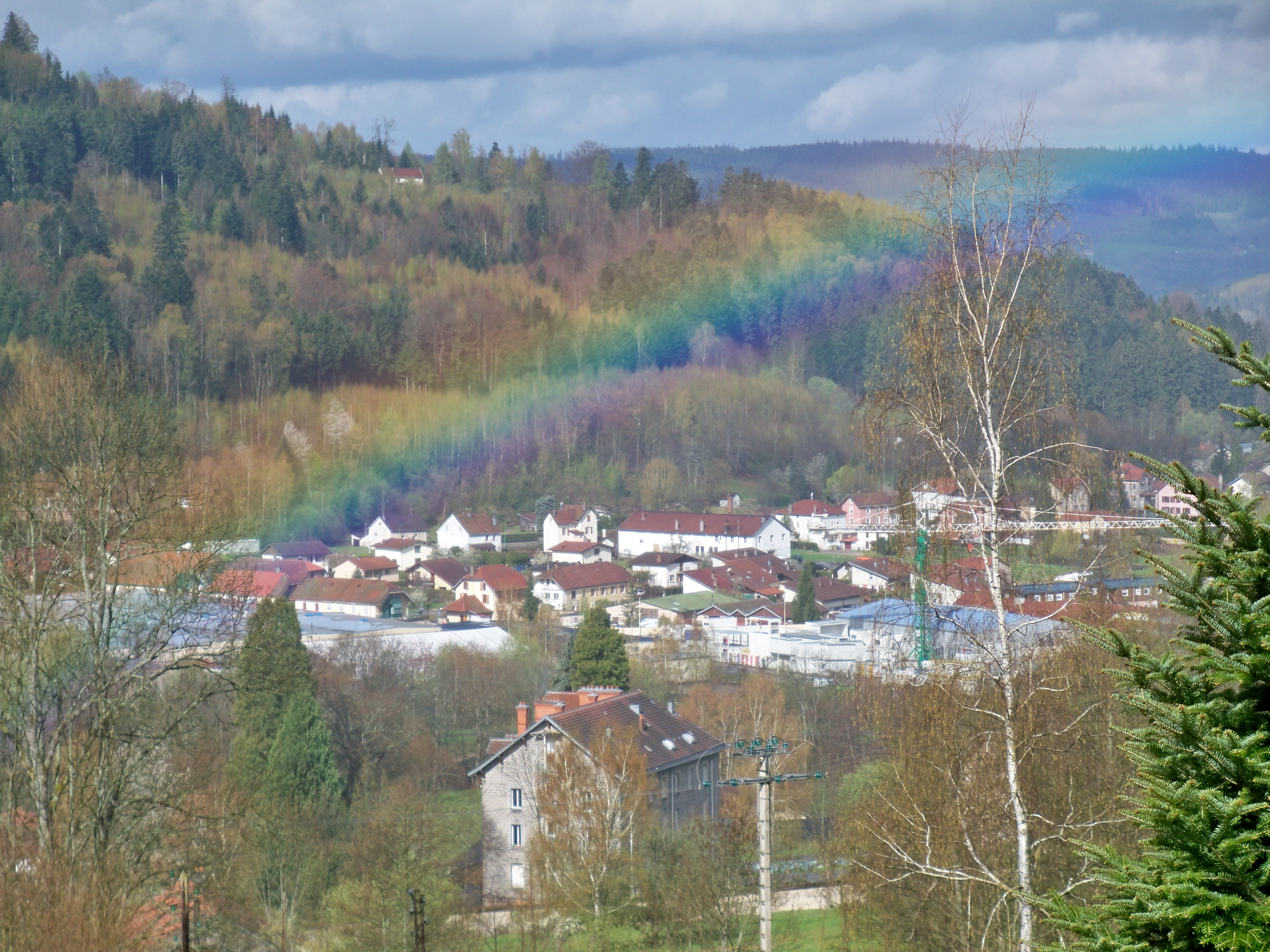
Après la pluie…
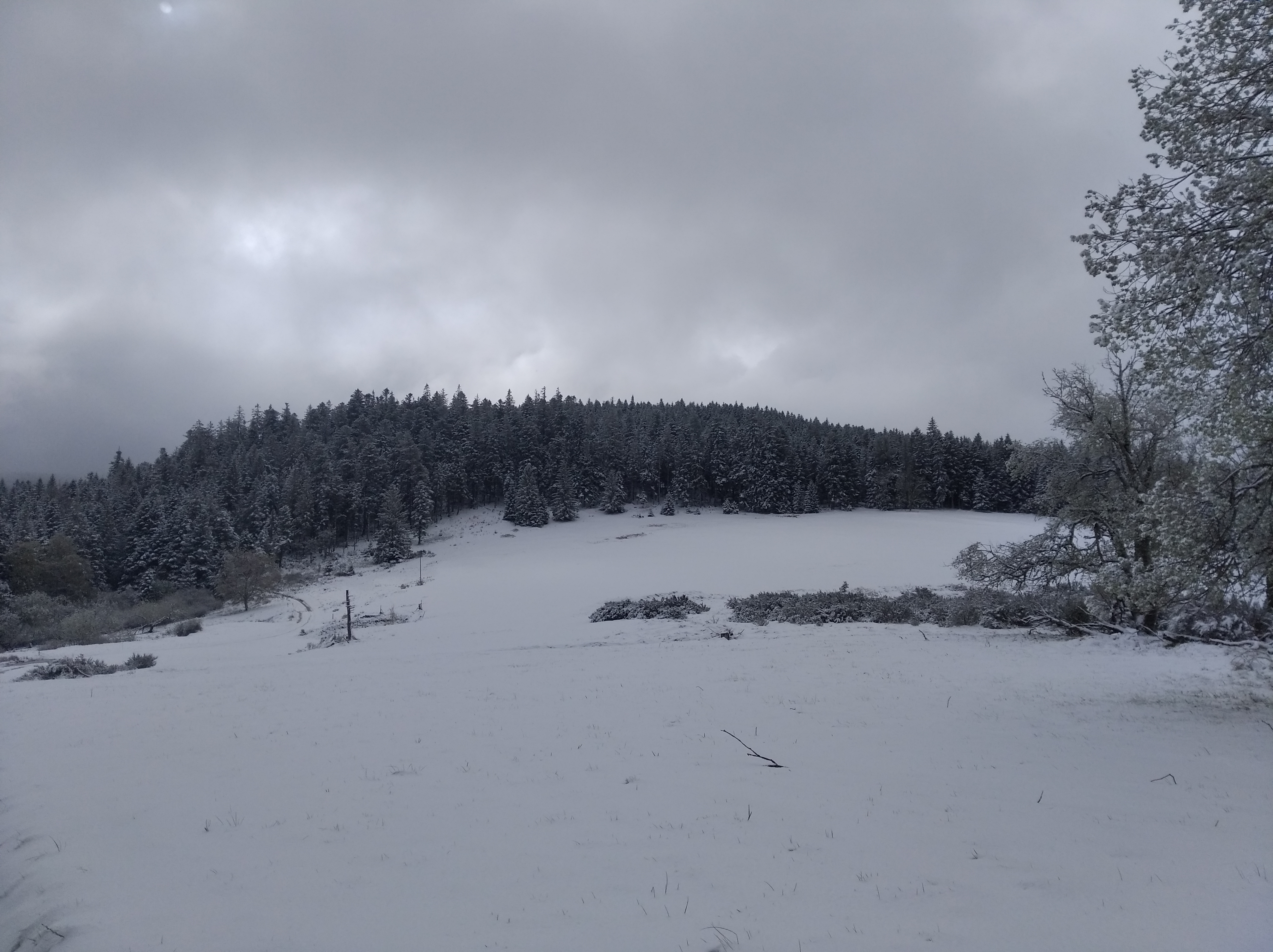
Faing du Souche.
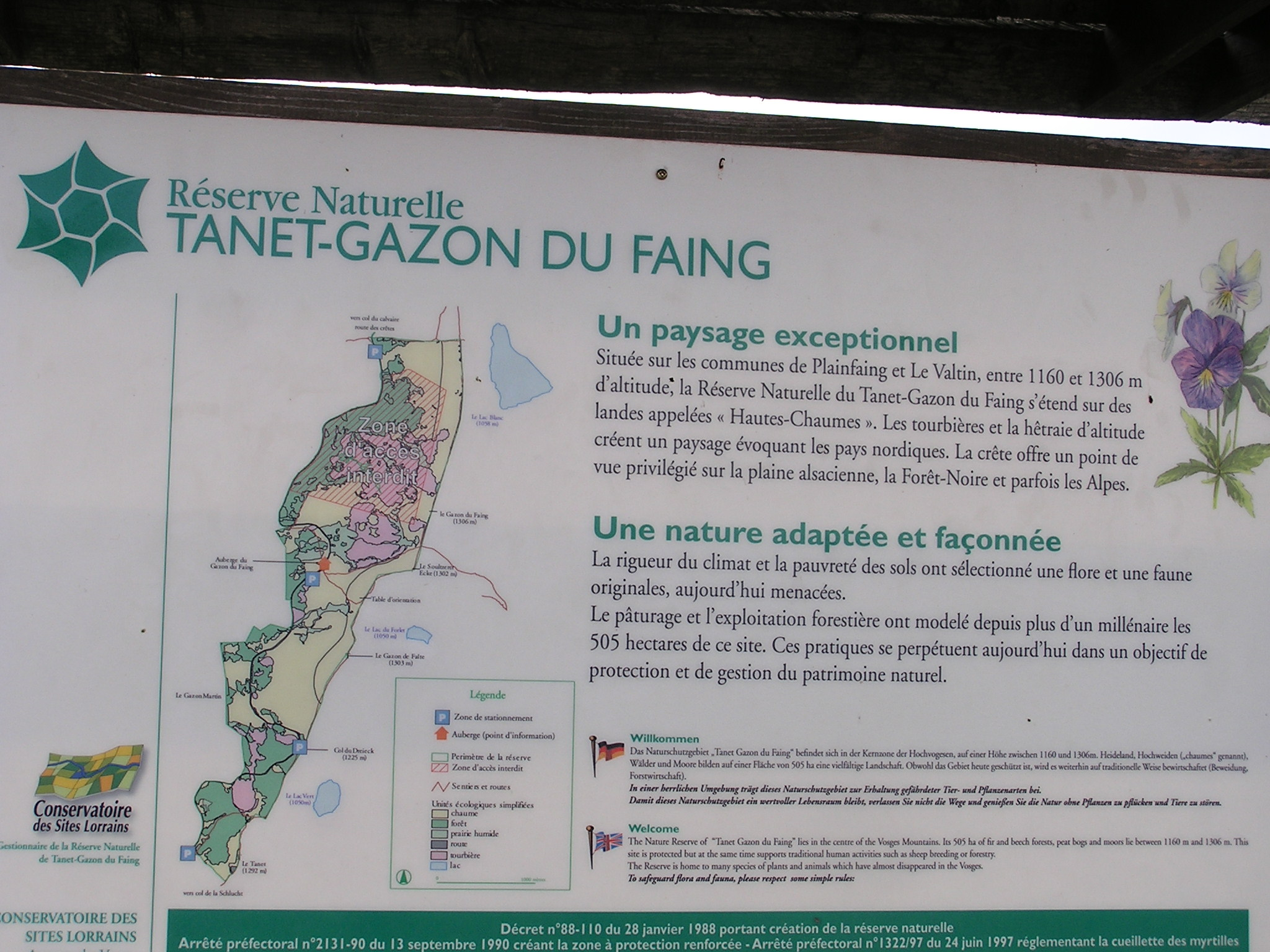
Panneau du site de la réserve naturelle nationale du Tanet-Gazon du Faing.

### Hydrographie et les eaux souterraines

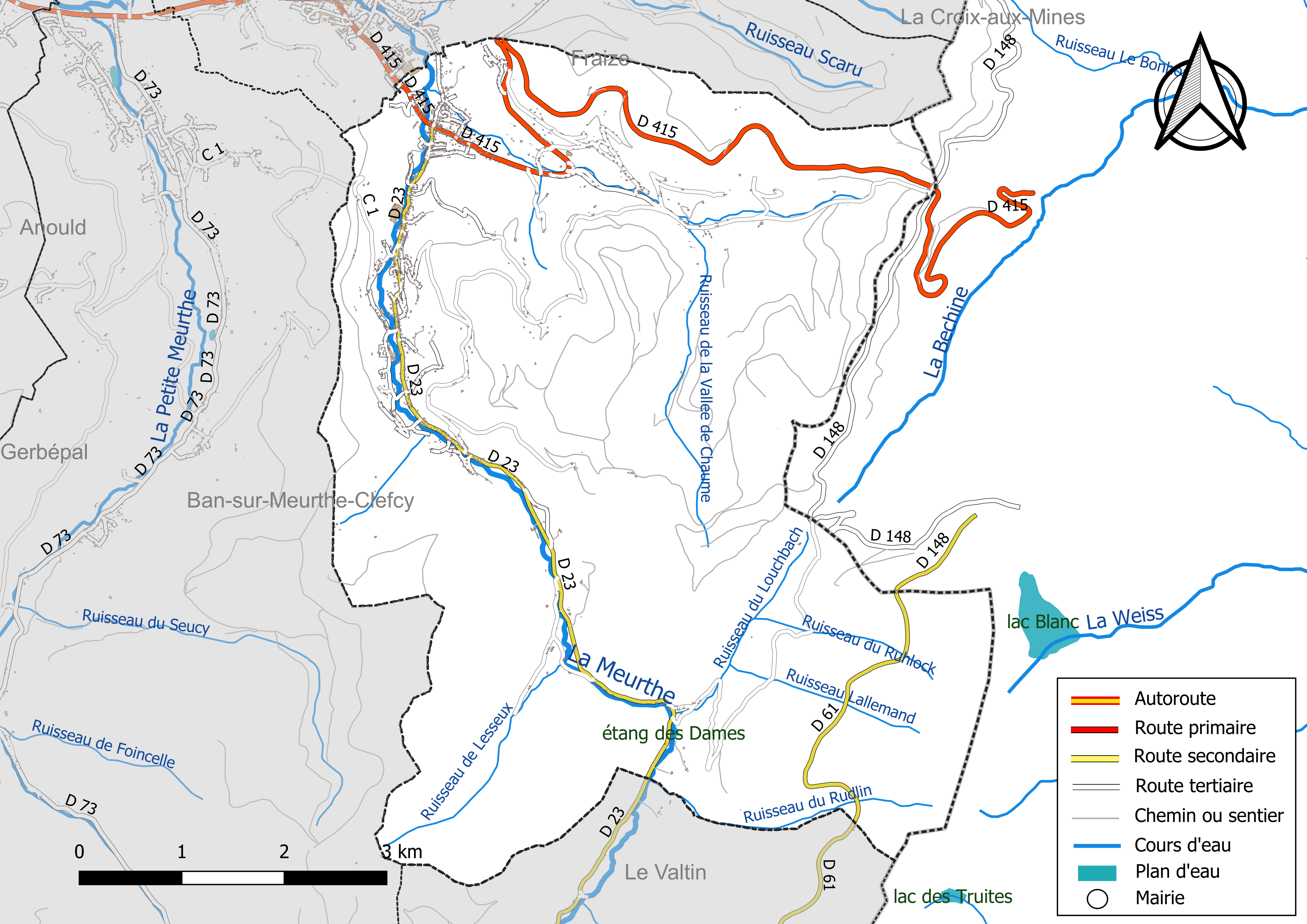
Réseaux hydrographique et routier de Plainfaing.

Hydrogéologie et climatologie : Système d’information pour la gestion des eaux souterraines du bassin Rhin-Meuse :
Territoire communal : Occupation du sol (Corinne Land Cover); Cours d'eau (BD Carthage),
Géologie : Carte géologique; Coupes géologiques et techniques,
 Hydrogéologie : Masses d'eau souterraine; BD Lisa; Cartes piézométriques.
La commune est située dans le bassin versant du Rhin au sein du bassin Rhin-Meuse. Elle est drainée par la Meurthe, le ruisseau de Hardalle, le ruisseau de la Vallée de Chaume, le ruisseau de Lesseux, le ruisseau de Strasy, le ruisseau du Col du Bonhomme, le ruisseau du Louchbach, le ruisseau du Rudlin, le ruisseau du Ruhlock et le ruisseau Lallemand,.
La Meurthe arrose la commune en provenance du Valtin. D'une longueur totale de 160,6 km, elle prend sa source dans la commune du Valtin et se jette dans la Moselle à Pompey, après avoir traversé 53 communes. Elle reçoit le ruisseau de la Vallée de Chaume.
La qualité des eaux de baignade et des cours d’eau peut être consultée sur un site dédié géré par les agences de l’eau et l’Agence française pour la biodiversité.

### Climat
Pour des articles plus généraux, voir Climat du Grand Est et Climat des Vosges.
En 2010, le climat de la commune est de type climat de montagne, selon une étude du Centre national de la recherche scientifique s'appuyant sur une série de données couvrant la période 1971-2000. En 2020, Météo-France publie une typologie des climats de la France métropolitaine dans laquelle la commune est exposée à un climat semi-continental et est dans la région climatique  Vosges, caractérisée par une pluviométrie très élevée (1 500 à 2 000 mm/an) en toutes saisons et un hiver rude (moins de 1 °C).
Pour la période 1971-2000, la température annuelle moyenne est de 8,8 °C, avec une amplitude thermique annuelle de 16,6 °C. Le cumul annuel moyen de précipitations est de 1 563 mm, avec 13,5 jours de précipitations en janvier et 11,2 jours en juillet. Pour la période 1991-2020, la température moyenne annuelle observée sur la station météorologique de Météo-France la plus proche, « Gérardmer », sur la commune de Gérardmer à 15 km à vol d'oiseau, est de 9,1 °C et le cumul annuel moyen de précipitations est de 1 797,3 mm. 
La température maximale relevée sur cette station est de 37 °C, atteinte le 7 août 2015 ; la température minimale est de −20,5 °C, atteinte le 20 décembre 2009,,.
Les paramètres climatiques de la commune ont été estimés pour le milieu du siècle (2041-2070) selon différents scénarios d'émission de gaz à effet de serre à partir des nouvelles projections climatiques de référence DRIAS-2020. Ils sont consultables sur un site dédié publié par Météo-France en novembre 2022.

### Voies de communication et transports

#### Transports routiers
La ville de Plainfaing, traversée par la route nationale 415, est proche du col du Bonhomme, un col de montagne qui permet la liaison entre Lorraine et Alsace.
Une piste cyclable prend son départ à Plainfaing pour aller jusqu’à Saint-Léonard; c'est la voie verte de la Haute-Meurthe.
Une aire de covoiturage est située à proximité de la salle des fêtes.

#### Transports en commun

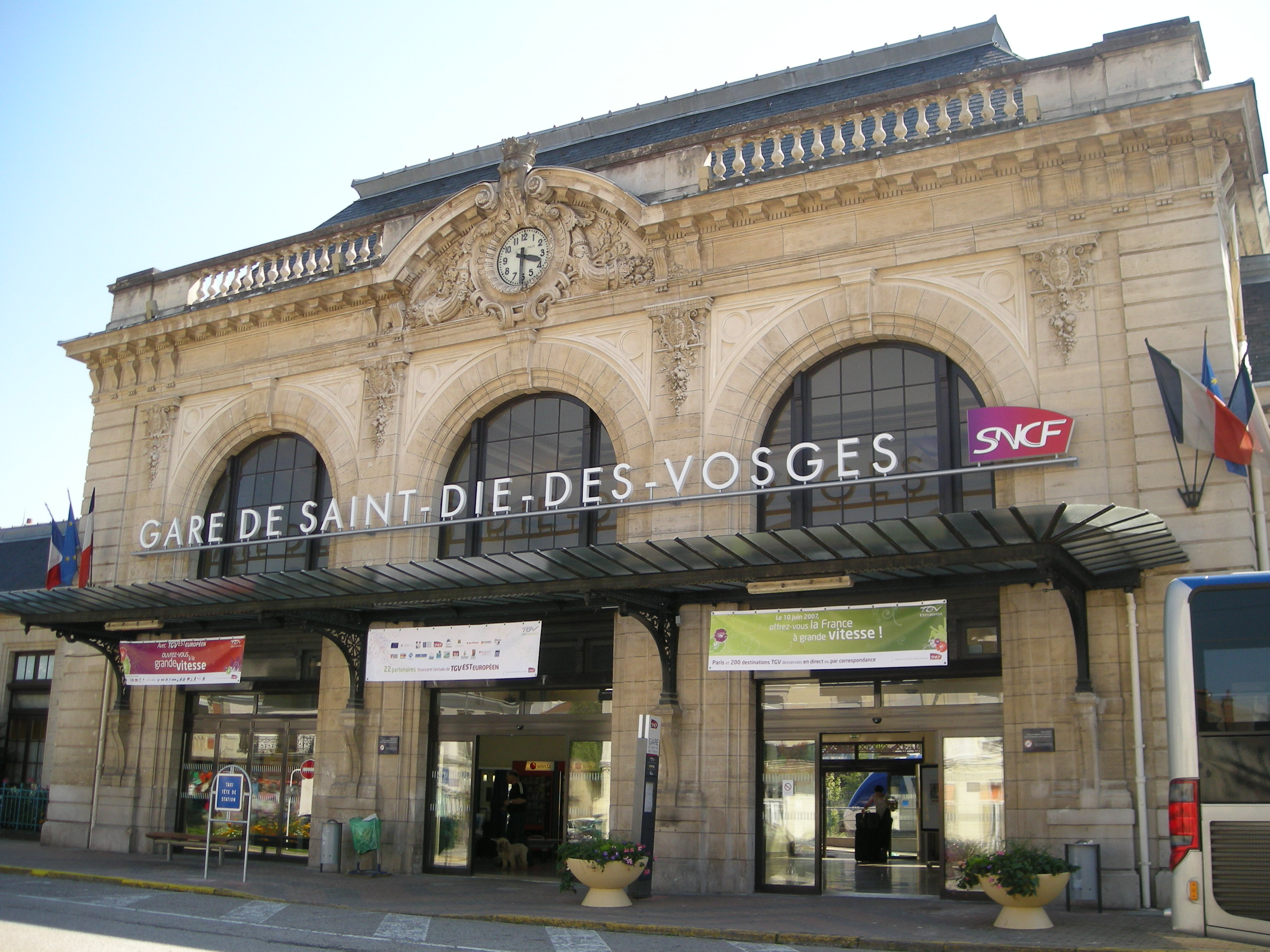
Gare de Saint-Dié-des-Vosges.

- Fluo Grand Est.

La ligne 24 par autocars (Saint-Dié - Fraize - Habeaurupt) est concédée à Connex Vosges, du groupe Veolia Transport.

#### Lignes SNCF
La gare en service la plus proche est celle de Saint-Dié-des-Vosges, des lignes de Strasbourg-Ville à Saint-Dié, d'Arches à Saint-Dié et de Lunéville à Saint-Dié.

## Urbanisme

### Typologie
Au 1er janvier 2024, Plainfaing est catégorisée bourg rural, selon la nouvelle grille communale de densité à sept niveaux définie par l'Insee en 2022.
Elle appartient à l'unité urbaine de Saint-Dié-des-Vosges, une agglomération intra-départementale regroupant 16  communes, dont elle est une commune de la banlieue,,. La commune est en outre hors attraction des villes,.

### Occupation des sols
L'occupation des sols de la commune, telle qu'elle ressort de la base de données européenne d’occupation biophysique des sols Corine Land Cover (CLC), est marquée par l'importance des forêts et milieux semi-naturels (79,3 % en 2018), une proportion identique à celle de 1990 (79,3 %). La répartition détaillée en 2018 est la suivante : forêts (74,4 %), prairies (9,3 %), zones agricoles hétérogènes (8,3 %), milieux à végétation arbustive et/ou herbacée (4,9 %), zones humides intérieures (1,6 %), zones urbanisées (1,5 %). L'évolution de l’occupation des sols de la commune et de ses infrastructures peut être observée sur les différentes représentations cartographiques du territoire : la carte de Cassini (XVIIIe siècle), la carte d'état-major (1820-1866) et les cartes ou photos aériennes de l'IGN pour la période actuelle (1950 à aujourd'hui).

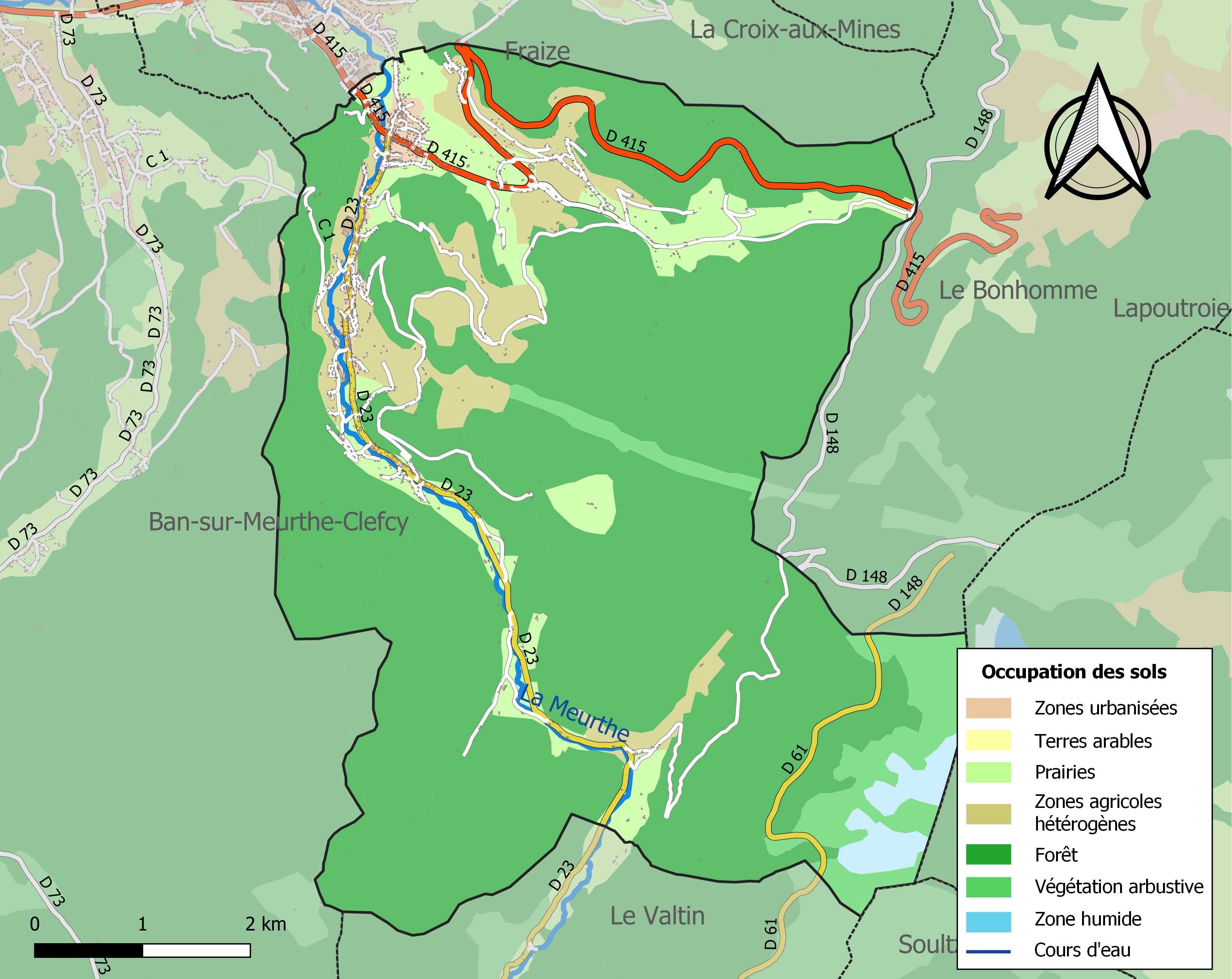
Carte des infrastructures et de l'occupation des sols de la commune en 2018 (CLC).

### Logement
En 2008, on dénombrait un total de 1 198 maisons reparties en 856 résidences principales, 231 résidences secondaires et 111 logements vacants. La majorité de ces lotissements ont été construits avant 1949. Il y a 544 logements de propriété et 273 de location.
|                        | 1968 | 1975 | 1982 | 1990 | 1999 | 2008 |
| ---------------------- | ---- | ---- | ---- | ---- | ---- | ---- |
| Résidences principales | 934  | 858  | 862  | 809  | 800  | 856  |
| Résidences secondaires | 116  | 134  | 172  | 182  | 249  | 231  |
| Résidences vacants     | 96   | 126  | 91   | 90   | 97   | 111  |

### Projets d'aménagement
Parmi les projets d’aménagements prévus par le plan local d'urbanisme, le parc de logements de la commune sera renouvelé afin de permettre l'ouverture de nouveaux sites urbains, services et structures et proposer une démarche environnementale (construction économe en énergie et en eau). Les objectifs fixés par la mairie était d'atteindre une population de 2 050 habitants en 2018 et d'accueillir de nouvelles entreprises sur le territoire.
Plainfaing fait partie des labels de qualité Petites villes de demain depuis octobre 2021 qui vise à revitaliser le territoire.

## Toponymie
Le nom de la localité est attesté sous les formes suivantes : Plainfain en 1342, Plempfen en 1373, Plein Fein en 1380, Plenfen en 1403, Blenfe en 1419, Plenffy en 1472, Plainfaing en 1656, Pleinfaing ou Plainfeing en 1753.
Plainfaing est une formation toponymique régionale en -faing (parfois -fin(g)) que l'on retrouve par exemple dans Léofaing, écart de Fraize, Linfaing, écart de Saint-Étienne ou encore Strouéfaing, écart de Liézey. Le sens exact de l'appellatif toponymique faing est mal défini, peut-être signifie-t-il « terrain marécageux » ou alors « terrain boueux ». Il est issu du vieux bas francique *fani « boue » (gotique fani), dont le dérivé en -ga a donné fange, fagne, etc.
Le premier élément est vraisemblablement l'adjectif d'ancien français plain au sens de « qui présente une surface plane, unie ».

### Rudlin
Le Rudlin (1580), Le Rupt de Lin (1711), Le Rudeling (1753, Durival), Rudelin (XVIIIe siècle, Cassini).

## Histoire

### Sous l'Ancien Régime
La communauté des censiers était à l'origine rattaché au ban de Fraize, son histoire se confond avec celle des autres grands bans de la Haute Meurthe sous l'Ancien Régime. Les Ribaupierre ou Rapolstein, seigneurs initialement officiers et administrateurs forestiers et montagnards de la maison ducale de Lorraine qui possède des droits régaliens par délégation du pouvoir impérial. La lignée comtale des Ribeaupierre prend grâce à sa surveillance attentive des finages ducaux, le contrôle d'une partie du ban de Fraize et des limites de finages.
Au spirituel, le village dépend de la grande paroisse de Fraize qui est le centre religieux de cette partie de la vallée avec son église et son cimetière, au moins depuis le XIIIe siècle. L'église-mère à l'époque mérovingienne et carolingienne est l'église de Mandray, Fraize restant longtemps une de ses annexes.
Au XVIe siècle, le centre du village possédait une vieille et minuscule chapelle placé sous le patronage de saint Genest. En 1530, Jean Herquel dit Herculanus, chanoine du chapitre de Saint-Dié et auteur en 1539 d’une Histoire d’Antoine [le Bon], duc de Lorraine, la fait reconstruire en grand, près de la source Saint-Genest, qui attire à nouveau de plus en plus des pèlerins. Saint Genest était un saint guérisseur populaire recherché, apte à faire disparaître chez le malade tout ce qui le gênait. La source plainfinoise dédiée à saint Genest était fréquentée par les marcaires des chaumes voisines acensées - il s'agit principalement avant 1570 des Orbelais ou de leurs commis, qui pouvaient fréquenter en d'autres occasions une chapelle Saint-Genest au-dessus d'Orbey - mais aussi les habitants modestes des vallées, qui ne pouvaient se rendre, dans un premier temps, au sanctuaire principal éloigné sur le piémont vosgien. L'eau de la source analysée avant 1900 montre une forte teneur en calcium, magnésium et sodium, assez rare en contrée granito-gneissique.
En 1725, le curé de Fraize, Perrotey, institue un vicaire dans la commune. Le village fut érigé en paroisse autonome le 20 juin 1782. Son église, dédiée à saint Nicolas, appartenant au diocèse et du doyenné de Saint-Dié, prend la place de l'ancienne chapelle Saint-Genest : elle s'élève en 1783. Elle était le siège d'une cure créée en juillet 1782 à la collation de la famille Raulin, de Nancy. À l'érection de la paroisse, le village de Plainfaing était composé 337 foyers fiscaux (chefs de famille), auxquels s'adjoignent 75 pauvres.
Avec l'adduction d'eau, la source Saint-Genest que les anciens du village appelaient communément la « fontaine de la Pâle » est délaissée au bétail. Une association décide de la récupérer comme eau potable dans plusieurs foyers voisins. Non loin du carrefour de la mairie, sur la grand route, deux bornes peintes rappellent cette fontaine.

### Création de la commune
La commune apparaît après 1790, elle se dote d'archives légales.
Avant 1900, les habitants étaient dispersés sur toute la surface de la commune. Il existe encore des traces d'habitations à 820 mètres d'altitude sur une croupe exposée à toutes les intempéries. C'est l'industrie textile personnalisée par l'entreprise Géliot qui provoque tout au long du XIXe siècle le développement de la commune, d'abord à Habeaurupt puis au centre même de la commune.

### Plainfaing crève-faim
Le qualificatif  « Plainfaing crève-faim », indigne et infamant au quotidien, provient justement des hommes du bas de la vallée, restés à tenures, tenus à engagement, tombant plus facilement en dépendance, avant et après la Révolution, des gros propriétaires ou des fermiers. Même la grande majorité des historiens lorrains, jusqu'aux années 1970, ne semblent pas avoir pris conscience de la gestion fiscale des acensements, interprétant de manière erronée les sources archivistiques et comptes normalisés d'après la guerre de Trente Ans. Il reste que la famine et les disettes accablaient tout autant ces hommes que les autres, jaloux de leur indépendance, qui les ont longtemps stigmatisés à l'occasion des fêtes par ce sobriquet.

## Politique et administration

### Tendances politiques et résultats
À la suite du 2d tour de la présidentielle à Plainfaing, Marine Le Pen (FN) arrive à la première place avec 69,17 % des voix. À la seconde place Emmanuel Macron (En Marche!) obtient un score de 30,83 %.
Lors du 1er tour à Plainfaing, Marine Le Pen (Front national) était également arrivée en première position avec 41,43 % des suffrages. Sur l'ensemble des votants, 1,55 % ont voté blanc et 0,67 % ont voté nul.

### Administration municipale
Le conseil municipal est composé de 19 membres conformément à l’article L2121-2 du Code général des collectivités territoriales. À l'issue des élections municipales de 2020, Patrick Lalevée a été réélu maire de Plainfaing pour son quatrième mandat.

### Liste des maires
| Période                                  | Période  | Identité                         | Étiquette                | Qualité                                                                                       |
| ---------------------------------------- | -------- | -------------------------------- | ------------------------ | --------------------------------------------------------------------------------------------- |
| Les données manquantes sont à compléter. |          |                                  |                          |                                                                                               |
| 1848                                     | 1873     | Nicolas Géliot (1805-1873)       | Bonapartiste             | Industriel Conseiller général pour le canton de Fraize (1855-1871) Député (1867-1870)         |
| 1873                                     |          | Jean-Baptiste Géliot (1848-1899) |                          | Manufacturier, fils du précédent                                                              |
|                                          | 1881     | Louis Géliot (1805-1873)         | Conservateur             | Démissionnaire                                                                                |
| 1884                                     | 1898     | Paul Marcillat (1849-1911)       | Républicain progressiste | Brasseur Conseiller général pour le canton de Fraize (1882-1898) Député (1893-1898)           |
| 1898                                     |          | Constant Biétrix                 |                          | Marchand de vin                                                                               |
| 1919                                     | 1941     | Julien Léonard (1876-1947)       | SFIC                     | Conseiller général pour le canton de Fraize (1934-1942)                                       |
| 1941                                     | 1944     | Louis Prenier                    |                          | Nommé conseiller départemental en 1943                                                        |
| 1947                                     | 1995     | Joseph Valentin (1921-2001)      | PCF                      | Agriculteur et apiculteur Conseiller général pour le canton de Fraize (1961-1967 & 1979-1992) |
| 1995                                     | 2001     | François Thiébaut (1939-2025)    | RPR                      | Médecin Conseiller général pour le canton de Fraize (2001-2004)                               |
| 2001                                     | En cours | Patrick Lalevée                  | DVD                      | Responsable administratif                                                                     |

### Instances judiciaires et administratives
Dans le domaine judiciaire, le territoire de Plainfaing dépend du tribunal d'instance et du conseil de Prud'hommes de Saint-Dié-des-Vosges. Les autres juridictions compétentes sont le tribunal de commerce, le tribunal de grande instance et pour enfants d'Épinal ainsi que la Cour d'appel de Nancy.

### Politique environnementale
La commune a obtenu une fleur au palmarès du concours national des villes et villages fleuris.
C'est une des 201 communes du parc naturel régional des Ballons des Vosges.

### Jumelages
- Tsévié (Togo) depuis 2015[44],[45],[46].
- Assomé (Togo) depuis 2015[47],[48].

## Population et société

### Démographie

#### Évolution démographique
L'évolution du nombre d'habitants est connue à travers les recensements de la population effectués dans la commune depuis 1793. Pour les communes de moins de 10 000 habitants, une enquête de recensement portant sur toute la population est réalisée tous les cinq ans, les populations de référence des années intermédiaires étant quant à elles estimées par interpolation ou extrapolation. Pour la commune, le premier recensement exhaustif entrant dans le cadre du nouveau dispositif a été réalisé en 2008.

En 2022, la commune comptait 1 592 habitants, en évolution de −6,68 % par rapport à 2016 (Vosges : −2,96 %, France hors Mayotte : +2,11 %).
| 1793  | 1800  | 1806  | 1821  | 1831  | 1836  | 1841  | 1846  | 1856  |
| ----- | ----- | ----- | ----- | ----- | ----- | ----- | ----- | ----- |
| 1 807 | 1 725 | 2 018 | 2 305 | 3 074 | 3 442 | 3 758 | 3 851 | 3 888 |

| 1861  | 1866  | 1872  | 1876  | 1881  | 1886  | 1891  | 1896  | 1901  |
| ----- | ----- | ----- | ----- | ----- | ----- | ----- | ----- | ----- |
| 4 159 | 4 185 | 4 212 | 4 168 | 4 224 | 4 586 | 4 918 | 5 322 | 5 422 |

| 1906  | 1911  | 1921  | 1926  | 1931  | 1936  | 1946  | 1954  | 1962  |
| ----- | ----- | ----- | ----- | ----- | ----- | ----- | ----- | ----- |
| 5 315 | 5 127 | 4 096 | 3 899 | 3 446 | 3 319 | 3 064 | 3 216 | 3 087 |

| 1968  | 1975  | 1982  | 1990  | 1999  | 2006  | 2008  | 2013  | 2018  |
| ----- | ----- | ----- | ----- | ----- | ----- | ----- | ----- | ----- |
| 2 803 | 2 402 | 2 235 | 1 948 | 1 764 | 1 812 | 1 826 | 1 733 | 1 645 |

| 2022  | - | - | - | - | - | - | - | - |
| ----- | - | - | - | - | - | - | - | - |
| 1 592 | - | - | - | - | - | - | - | - |

#### Pyramide des âges
En 2018, le taux de personnes d'un âge inférieur à 30 ans s'élève à 28,6 %, soit en dessous de la moyenne départementale (31,2 %). À l'inverse, le taux de personnes d'âge supérieur à 60 ans est de 31,4 % la même année, alors qu'il est de 31,0 % au niveau départemental.
En 2018, la commune comptait 817 hommes pour 828 femmes, soit un taux de 50,33 % de femmes, légèrement inférieur au taux départemental (51,31 %).
Les pyramides des âges de la commune et du département s'établissent comme suit.
| Hommes | Classe d’âge | Femmes |
| ------ | ------------ | ------ |
| 0,5    | 90 ou +      | 1,8    |
| 6,2    | 75-89 ans    | 11,1   |
| 21,7   | 60-74 ans    | 21,6   |
| 25,1   | 45-59 ans    | 23,3   |
| 16,6   | 30-44 ans    | 14,9   |
| 14,8   | 15-29 ans    | 12,8   |
| 15,1   | 0-14 ans     | 14,5   |

| Hommes | Classe d’âge | Femmes |
| ------ | ------------ | ------ |
| 0,8    | 90 ou +      | 2,3    |
| 8,1    | 75-89 ans    | 11,6   |
| 20,5   | 60-74 ans    | 21     |
| 21,1   | 45-59 ans    | 20,4   |
| 16,9   | 30-44 ans    | 16,2   |
| 16     | 15-29 ans    | 13,7   |
| 16,5   | 0-14 ans     | 14,9   |

### Enseignement
Plainfaing est située dans l'académie de Nancy-Metz. La ville administre une école maternelle et deux écoles élémentaires communales.
La commune voisine de Fraize dispose d'un collège public. En ce qui concerne les lycées, plusieurs établissements d'enseignement général ou professionnel se trouvent à Saint-Dié-des-Vosges.

### Santé
Professionnels et établissements de santé : 
- Un médecin exerce son activité dans la ville.
- Une pharmacie[56].
- Le centre hospitalier le plus rapproché est le Centre Hospitalier Intercommunal des « Hôpitaux du Massif des Vosges »[57].

Il a été créé au 1er janvier 2022 par la fusion des Centres Hospitaliers de Saint-Dié-des-Vosges, Gérardmer, de l’Établissement de Santé de Fraize / Foucharupt et du CHI des 5 Vallées de Moyenmoutier.

### Sports
Des circuits de randonnées sont proposés par l'office de tourisme. Il existe également plusieurs associations à but non lucratif pour la pratique du football, de la gymnastique, de la pétanque et des jeux de quilles.
Plainfaing compte en tout 16 équipements sur ses installations sportives :
- 1 boulodrome ;
- 1 salle multisports ;
- 2 salles non spécialisées ;
- 1 terrain de grands jeux;
- 11 divers équipements sport de nature.

### Lieux de cultes
- Le culte catholique est célébré en l'église Saint-Nicolas, Paroisse Notre-Dame-du-Val-de-Meurthe[61] qui dépend du diocèse de Saint-Dié.

## Économie

### Revenus de la population et fiscalité
En 2009, le revenu fiscal médian par ménage est de 15 257 €, ce qui plaçait Plainfaing au 26 107e rang parmi les 30 714 communes de plus de 50 ménages en métropole.
Chiffres clés Revenus et pauvreté des ménages en 2021 : médiane en 2021 du revenu disponible, par unité de consommation : 19 160 €.

### Budget et fiscalité 2022
En 2022, le budget de la commune était constitué ainsi :
- total des produits de fonctionnement : 1 712 000 €, soit 1 027 € par habitant ;
- total des charges de fonctionnement : 1 339 000 €, soit 803 € par habitant ;
- total des ressources d’investissement : 1 194 000 €, soit 716 € par habitant ;
- total des emplois d’investissement : 983 000 €, soit 590 € par habitant ;
- endettement : 998 000 €, soit 599 € par habitant.

Avec les taux de fiscalité suivants :
- taxe d’habitation : 21,29 % ;
- taxe foncière sur les propriétés bâties : 41,67 % ;
- taxe foncière sur les propriétés non bâties : 33,96 % ;
- taxe additionnelle à la taxe foncière sur les propriétés non bâties : 0,00 % ;
- cotisation foncière des entreprises : 0,00 %.

### Emploi
Selon les résultats du recensement de 2008, la population active (15-64 ans) de la commune compte 850 personnes, soit 72,7 %, ce taux est de 71,5 % au niveau départemental. Les 15-64 ans représentent 12,2 % de chômeurs, 60,5 % de personnes ayant un emploi et 27,3 % d'inactifs. Les inactifs se répartissent de la façon suivante : les retraités ou préretraités représentent 11,3 % de la population active, les scolarisés 5,4 %, les autres inactifs 10,6 %.
En 2008, le taux de chômage (au sens du recensement) parmi les actifs de la commune est de 16,8 %, en baisse par rapport à 1999. Au 31 décembre 2010, on compte 175 personnes à la recherche d'un emploi dont 88 chômeurs de longue durée.

### Entreprises et établissements
Au 1er janvier 2010, la ville de Plainfaing compte 78 établissements hors agriculture (dont 75 entreprises) et 19 ont été créées sur le territoire.
Répartition des établissements par domaines d'activité
|                             | Ensemble | Industrie | Construction | Commerce et services divers | Secteur public |
| --------------------------- | -------- | --------- | ------------ | --------------------------- | -------------- |
| Nombre d'établissements     | 78       | 15        | 16           | 42                          | 5              |
| %                           | 100 %    | 19,2 %    | 20,5 %       | 53,8 %                      | 6,4 %          |
| Sources des données : Insee |          |           |              |                             |                |

Répartition des créations d'établissements par secteur d'activité en 2009
|                             | Ensemble | Industrie | Construction | Commerce et services divers | Secteur public |
| --------------------------- | -------- | --------- | ------------ | --------------------------- | -------------- |
| Nombre d'établissements     | 19       | 1         | 4            | 13                          | 1              |
| %                           | 24,7 %   | 6,7 %     | 25,0 %       | 31,0 %                      | 20,0 %         |
| Sources des données : Insee |          |           |              |                             |                |

### Commerces
D'après les statistiques des équipements et services en 2017, le nombre d'établissements commerciaux dans la commune de Plainfaing est de six, répartis comme suit :

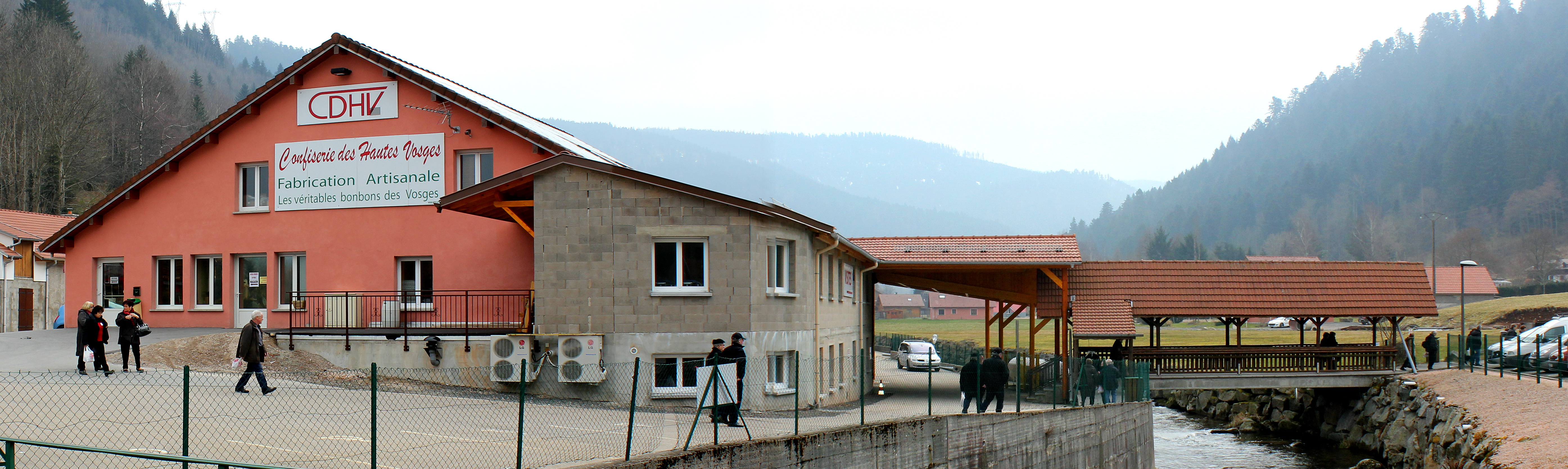
Confiserie des Hautes Vosges (C.D.H.V.).

- une boulangerie ;
- une confiserie[67] ;
- un marchand de journaux ;
- un magasin de vêtements ;
- un magasin de meubles.

### Agriculture
La commune du Plainfaing possède deux appellations d'origine protégée (AOP) grâce au miel de sapin des Vosges et au munster et trois indications géographiques protégées (IGP) avec la bergamote de Nancy, l’emmental français est-central et la mirabelle de Lorraine.

## Culture locale et patrimoine

### Lieux et monuments

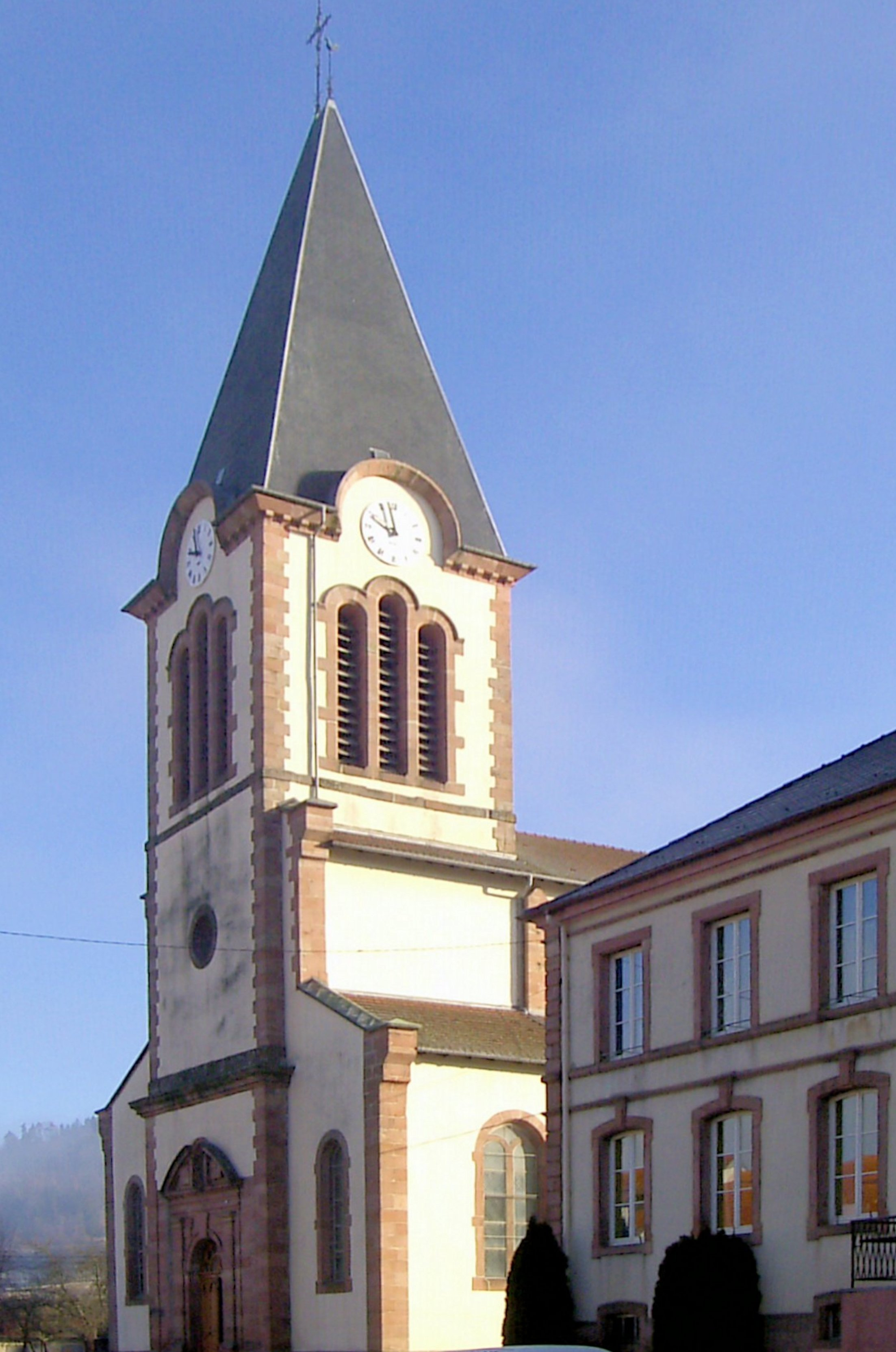
L'église Saint-Nicolas.
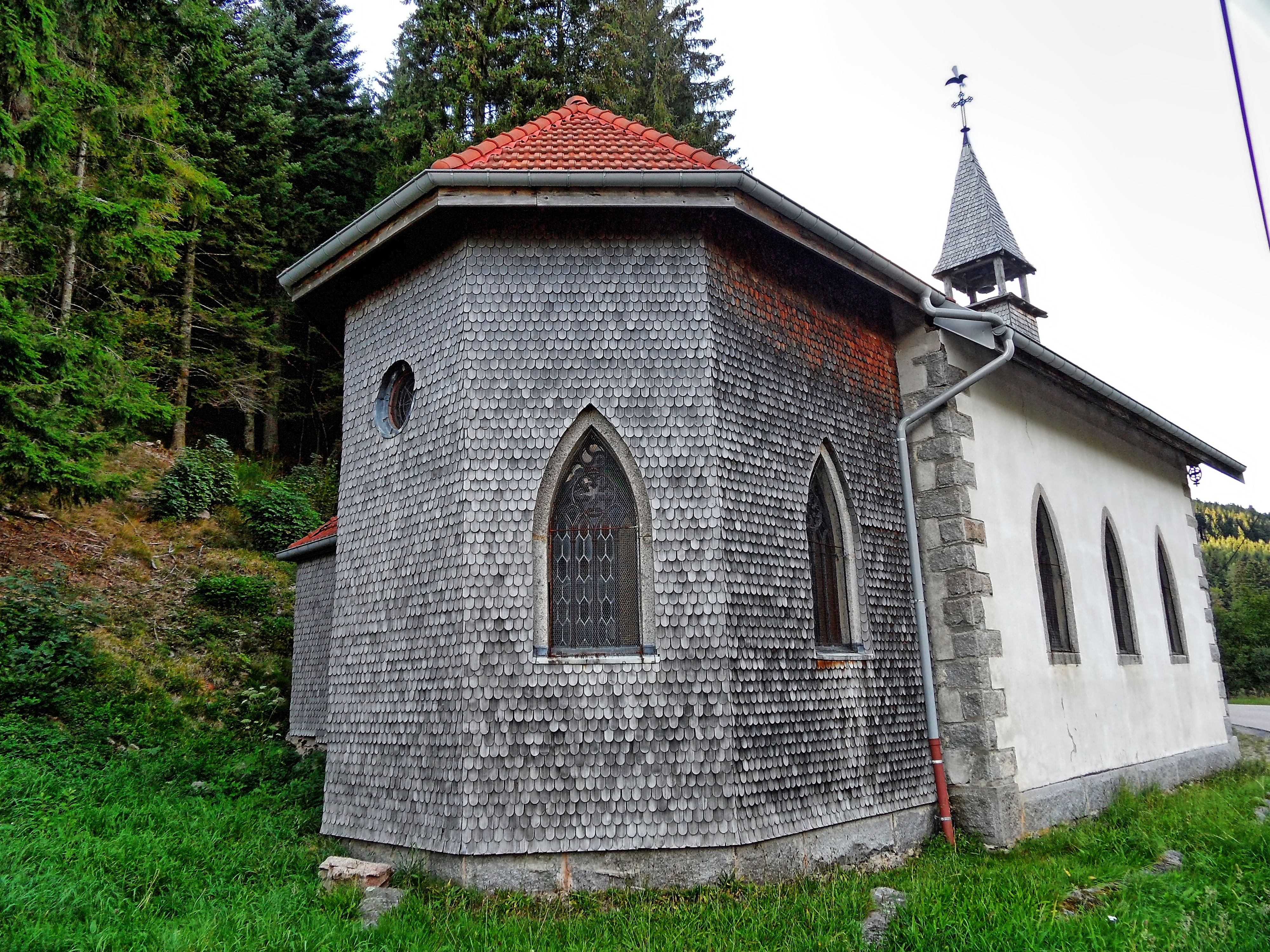
Le chevet de la chapelle Saint-Jean-Baptiste à Plainfaing.
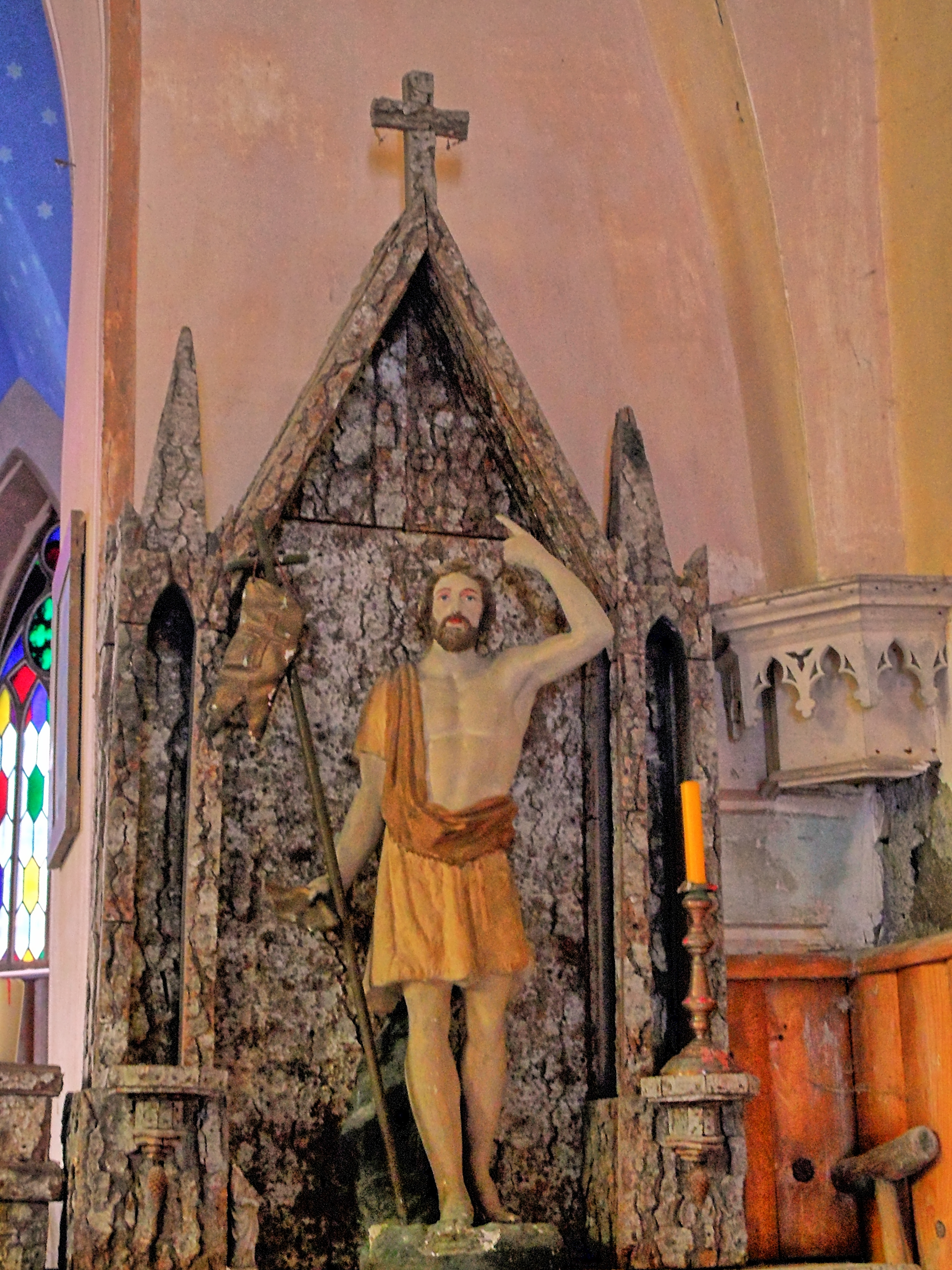
Statue de Saint Jean-Baptiste dans la chapelle Saint Jean-Baptiste à Plainfaing.
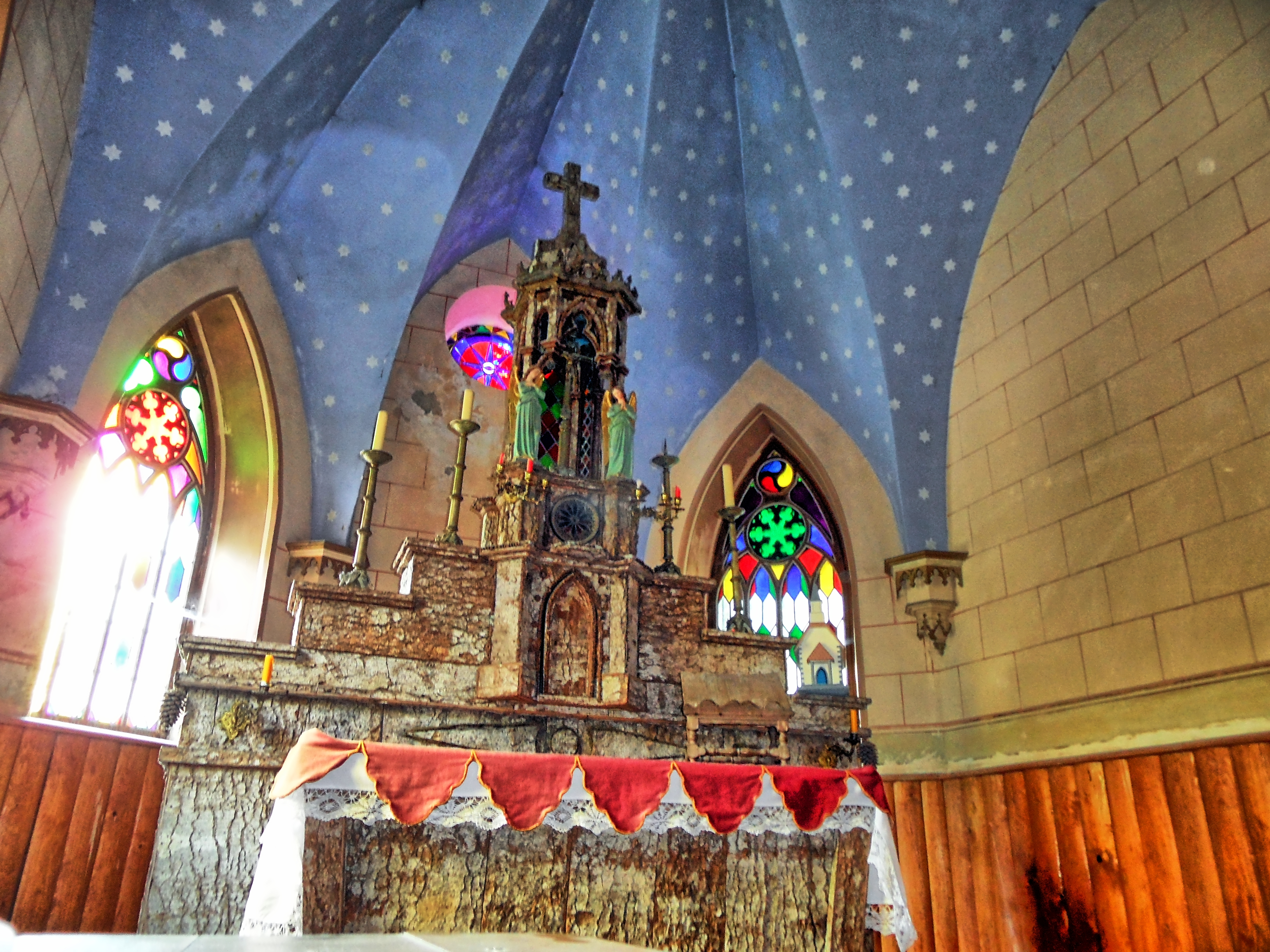
L'autel de la chapelle Saint Jean-Baptiste à Plainfaing.

#### Église Saint-Nicolas
La construction de l'église est ordonnée le 20 juin 1782 par l’évêque de Saint-Dié. Le curé Michel Thiébaut est le premier à en prendre possession. Siège d'une cure créée à la collation de la famille Raulin de Nancy, le monument est entièrement transformé en 1884, avec son orgue de Cavaillé-Coll-Mutin posé par Eugéne Gigout,,.

#### Chapelle Saint-Jean-Baptiste du Rudlin
À l'origine, il y avait un ermitage devant l’Étang des Dames. Une chapelle fut construite sur son emplacement au 17e siècle. La famille Lesseux l'a reconstruite en face, au pied de la colline.
Sur la D 23 - Coordonnées : 48° 07′ 03″ N, 7° 02′ 26″ E,.

#### Théâtre de verdure
Le théâtre de verdure a été construit en 1936 par les habitants, sous l’impulsion de l’instituteur de l’époque Monsieur Aimé Dodin.
Son but : créer une école de plein air et un endroit pour monter des spectacles.
Des animations et des manifestations culturelles et sportives gratuites et ouvertes à tous sont organisées chaque année.

#### Hôtel de ville
La mairie, tout comme l'école, a été construite en 1870.

#### Scierie des Fougères
Une maison d'habitation située au lieu-dit des Fougères et contenant un hall de stockage de grumes et un local pour la roue d'eau a été détruite par un incendie en décembre 1993 et entièrement démolie fin 1995. Un grand haut-fer et un petit haut-fer avec les machineries constituaient l’exploitation qui datait du XIXe siècle.

#### Lieux culturels
La bibliothèque municipale référence près de 3 000 livres et met à disposition 2 ordinateurs.
Le cinéma municipal propose un film toutes les trois semaines environ, il sert également de salle de spectacles (concerts, théâtres, variétés…).

### Gastronomie
Plainfaing est le siège de la Confiserie des Hautes-Vosges, entreprise artisanale repris en 1986 par la famille Claudepierre et spécialisée dans la fabrication de près de 35 sortes de bonbons à base d’arômes naturels ou d'huiles essentielles. L'entreprise produit en moyenne 250 tonnes de bonbons par an. Une visite guidée des ateliers est proposée aux visiteurs. La confiserie a accueilli près de 180 000 visiteurs en 2010.

### Personnalités liées à la commune
Outre les maires cités plus haut :
- Jean Herquel, chanoine de Saint-Dié, vivant au XVIIe siècle[79].
- Paul Marcillat (1849-1911), député des Vosges de 1893 à 1898.
- Une dynastie industrielle, la famille Géliot.
- Raymond Ruyer (1902-1987), né à Plainfaing, professeur de philosophie à l'université de Nancy.
- Maurice Jacquel (1929-2004), lutteur.
- Christian Bareth (né à Plainfaing en 1932), écrivain-essayiste.
- Jean Baptiste Edmond L'Hôte, prêtre, professeur au grand séminaire, historien[80].

### Héraldique
| Blason | Blasonnement : Tiercé en pairle au 1° de gueules à trois auréoles de saint d’or, au 2° d’or au sapin de sinople et au 3° d’azur au coq de bruyère d’or. Commentaires : Le pairle symbolise la vallée de la Haute Meurthe. Les auréoles représentent saint Louis, saint Nicolas et saint Genest, particulièrement honorés dans la paroisse. Le sapin et le coq de bruyère évoquent la flore et la faune de la commune. |

## Pour approfondir